# تانكوبون
التانكوبون (単行本 Tankōbon، "كتاب مستقل/حر") هو المصطلح الياباني لكتاب كامل في نفسه وليس جزءاً من سلسلة (مشابه للأفرودة)، إلا أنه في اليابان الحديثة، غالباً ما يستخدم في الإشارة إلى المجلدات الفردية من مانغا واحدة، على عكس المجلات (雑誌 Zasshi)، التي تبرز عدة سلسلات.

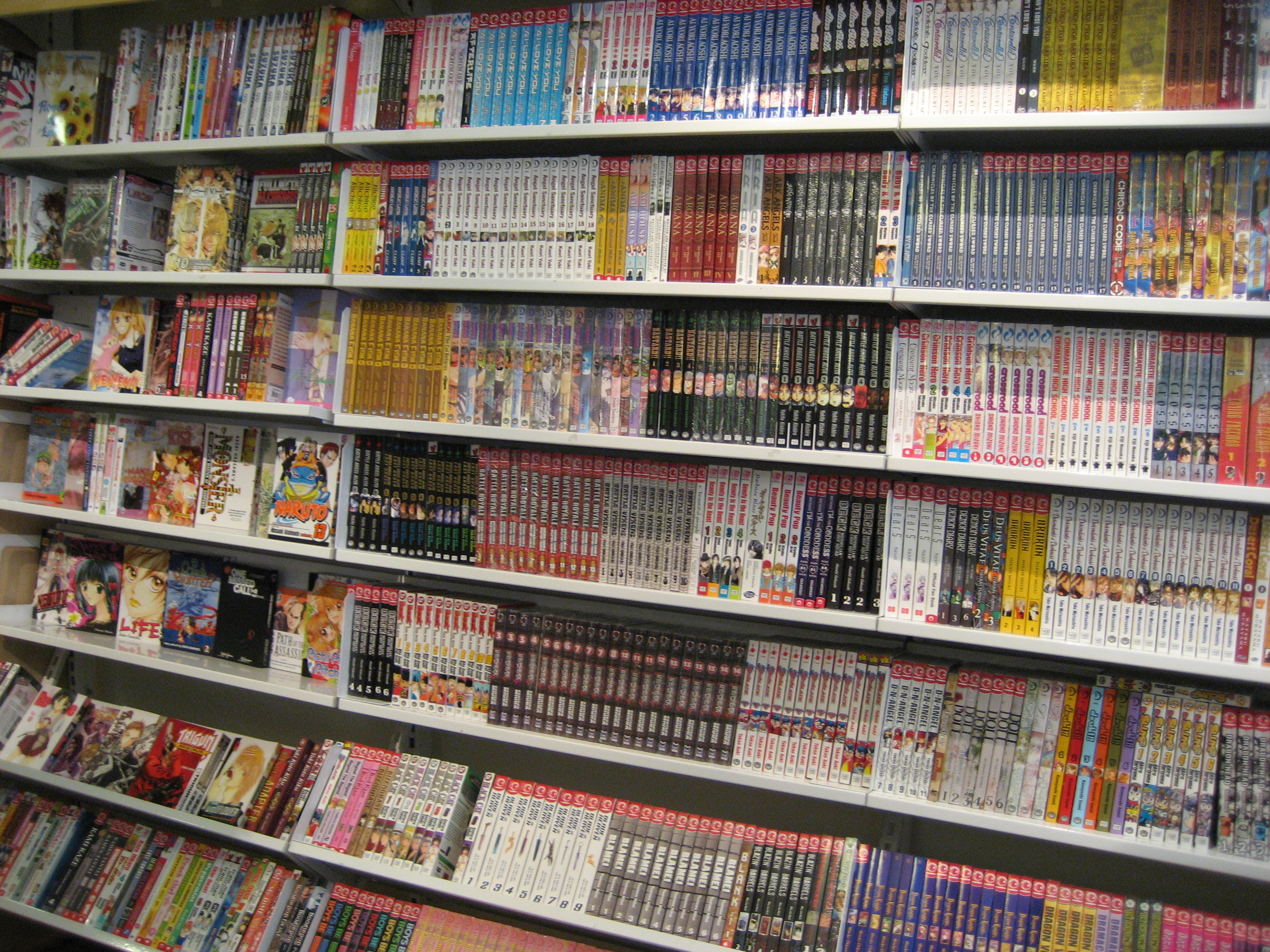

يمكن استعماله لرواية، عمل قصصي، كتاب اقتصادي، كتاب نصائح جمالية، كتاب يقدم مجموعة متماسكة من الصور، كتاب معرض يعاين الكتب السابقة، وما إلى ذلك في هيئة غلاف مقوى. هو أكثر تحديداً من مصطلح هون العام، الذي يشمل كتب مماثلة لكن أيضاً إصدار أو أكثر من الدوريات، مجلد أو أكثر (أو المجموعة كاملة) من موسوعة، إلخ.
تانكوبون لا تشمل بونكوبون (المستخدم عادة للروايات)، شينسو (新書 Shinsho) المستخدم عادة للأعمال القصصية)، أو موك الأكبر حجماً (ムック Mukku، دمج "مجلة" و"كتاب")، حيث كل واحدة منها جزء من سلسلة.
قد يكون التانكوبون في أية أبعاد، من كتب الحداثة المصغرة الحجم (أي ماميهون (豆本 Mamehon)) إلى الكتب الفخمة بحجم فوليو. ومع ذلك، فالـتانكوبون غريب الحجم يميل إلى أن يعطى اسماً تصنيفياً. باستعمال مصطلحات التجليد الإنجليزية، فالـتانكوبون من الحجم الأولي يسمى كواترو أو أوكتافو.

## المانغا
عادة، تُنشر المانغا في مقتطفات مجلات مانغا أسبوعية أو شهرية سميكة بحجم دليل الهاتف (مثل أفترنون، شونن جمب الأسبوعية أو هانا تو يومه). تحتوي هذه المقتطفات غالباً على مئات الصفحات ووقائع منظورة فردية من مؤلفين متعددين. تُطبع في ورق صحف رخيصة جداً وتعتبر للاستعمال مرة واحدة. يجمع الـتانكوبون إصدارات متعددة من سلسلة واحدة ويعيد طباعتها في مجلد بحجم كتاب الجيب تقريباً على ورق أعلى جودة.
في الإنجليزية، بينما ترجمة الـتانكوبون تُسوق عادة كـ«رواية مصورة» أو «كتاب جيب تجاري»، فالمصطلحان المترجمان حرفياً tankoubon أو tankōbon يستعملان في بعض الأحيان في المجتمعات على الإنترنت. يشير اليابانيون بشكل متكرر إلى تانكوبون المانغا بـkomikkusu (コミックス) من الكلمة الإنجليزية «كومكس».
يشير المصطلح أيضاً إلى الحجم نفسه—مجموعة قصص مصورة بحجم كتاب الجيب التجاري (تقريباً 13 × 18 سم، أو 5" × 7") (على عكس الحجم الأكبر 18 × 25 سم/7" × 10" المستعمل للروايات المصورة الأمريكية التقليدية). بالرغم من أن تانكوبون المانغا اليابانية قد يكون بأحجام مختلفة، إلا أن المألوف منها هي B6 الياباني (12.8 × 18.2 سم، 5.04" × 7.17") وايزو A5 (14.8 × 21.0 سم، 5.83" × 8.2"). حجم التانكوبون حصل على نجاحات في سوق القصص المصورة الأمريكية، مع اختيار العديد من الناشرين الكبار إصدار بعض عناوينهم في هذا الحجم الأصغر، الذي يدعى عادة «صيغة الهضم» أو «حجم الهضم» في أمريكا. في أمريكا، تصدر العديد من المانغا بالحجم المسمى «قص طوكيوبوب» أو «حجم طوكيوبوب» (تقريباً 5" × 7.5")، المقدم أصلياً بواسطة طوكيوبوب كحل وسط بين نسب العرض إلى الارتفاع لحجمي A5 وJB6.

## صيغ خاصة

### أيزوه-بان
الأيزوه-بان (愛蔵版 Aizō-ban) هو مجلد طبعة المجمع. هذه المجلدات بشكل عام أعلى سعراً ومجودة بمميزات خاصة مثل الأغلفة الخاصة المؤلفة خصيصاً من أجل الطبعة، ورق خاص مستخدم للغلاف، ورق بجودة أعلى، غلاف انزلاقي خاص، وما إلى ذلك. تُطبع الأيزوه-بان عامة في مدة محدودة، ولهذا تزيد الثمن إمكانية تجميع هذه النسخ القليلة. صيغة الأيزوه-بان بدأ طريقه في النجاح داخل السوق الأمريكي، بعناوين مثل سلة الفاكهة وروروني كنشين أعيد إصدارها في صيغة أيزوه-بان. بشكل عام، فقط المانغا الأكثر شهرة تصدر بهذه الصيغة.

### كانزينبان
الكانزينبان (完全版 Kanzenban) هو مصطلح آخر يستعمل في بعض الأحيان للدلالة على هذا النوع من الإصدارات الخاصة. إصدار الكانزينبان عامة يكون حجمه A5 (148 × 210 مم) وعادة يعيد إنتاج أغلفة فصول فردية، صفحات ملونة، وقصص جانبية من فترة نشر مجلتها الأصلية، مميزات غالباً تُحذف أو تُحوَّل إلى التدرج الرمادي في إصدارات التانكوبون القياسية. في حين أن تسمية الأيزوه-بان تؤكد على قيمة المجلدات، يؤكد مصطلح كانزينبان على تتميمها، بالرغم من أنها أيضاً مخصصة للمانغا المشهورة مثل دراغون بول.

### سوشوهن
السوشوهن (総集編 Sōshūhen) هي صيغة جديدة نسبياً نُشرت من قبل شويشا بدءاً من 2008. طبعة السوشوهن بحجم B5 (176 × 250 مم)، أكبر من الكانزينبان، وبشكل مشابه يعيد إنتاج أغلفة الفصول والصفحات الملونة بينما تتضمن أيضاً تشكيلة من المميزات الإضافية مثل الملصقات والمقابلات. أغلبية إصدارات السوشوهن تكون من أجل المانغا المشهورة ذات السَّلسلة الجارية، مثل ناروتو وون بيس. تحتوي أيضاً صفحات أكثر من التانكوبون القياسي، ولهذا تبرز فصولاً أكثر من مجلدات أقل؛ ناروتو الجزء 1 كان منشوراً في البداية في 27 مجلد تانكوبون، لكنه أُكمل في ثمان مجلدات سوشوهن فقط.

### بونكوبان
تشير طبعة بونكوبان (文庫版 Bunko-ban) إلى تانكوبون مطبوع في صيغة بونكو، أو مجلد بحجم الرواية اليابانية التقليدي (105 × 148 مم) وأسمك من التانكوبون و، في حالة المانغا، عادة يملك غلافاً جديداً مصمماً خصيصاً لهذا الإصدار. في حالة المانغا، يميل البونكوبان إلى احتوائه على صفحات أكثر من التانكوبون وعادة إعادة نشر التانكوبون بنفس العنوان الذي قد يكون أو لا يكون نفدت طبعته. لهذا، فطبعة بونكو لمانغا معطاة سيتكون من مجلدات أقل. على سبيل المثال، نُشرت أرجوك احم أرضي في 21 مجلد تانكوبون، ومن ثم أعيد إصدارها في 12 مجلد بونكو. إن كانت المانغا الأصلية بإصدار وابد-بان، فسيملك إصدار البونكوبان بشكل عام نفس عدد المجلدات. عادة يختصر المصطلح باليابانية إلى بونكو فقط (بدون -بان).

### وايد-بان
طبعة وايد-بان أو وايدوبان (ワイド版 Waido-ban) تكون أكبر (حجم A5) من التانكوبون العادي. العديد من المانغا، وبالتحديد مانغا السينن والجوسيه، تنشر في طبعات وايد-بان بعد سَلسلة المجلة، ولاتصدر في صيغة التانكوبون الشائعة مانغا الشونن والشوجو. عندما يعاد إصدار سلسلة منشورة في البداية في صيغة تانكوبون في صيغة وايد-بان، سيحتوي كل مجلد على صفحات أكثر من الإصدار الأصلي، وهكذا تتكون السلسلة من مجلدات أقل. على سبيل المثال، ميزون إكوكو نشرت في البداية في 15 مجلد تانكوبون، لكن أعيد نشرها في 10 مجلدات وايد-بان.

### شينسوه-بان
مشابه للوايد-بان، فالـشينسوه-بان (新装版 Shinsō-ban) هي طبعة جديدة تصدر (عادة) مع غلاف جديد. المجلدات ذات هذا الإصدار عادة لها صفحات ملونة وإضافات أخرى. على سبيل المثال، في 2002، أعيدت طباعة سيلور مون، بعض الصفحات أعيد رسمها بالكامل ومعظم الحوارات أعيدت كتابتها من قبل المؤلفة. أيضاً، أعيد تقسيم الفصول لتتناسب في 12 مجلداً بدلاً من 18.